# Heist (2015)
Heist, originalmente intitulado Bus 657 (bra: O Sequestro do Ônibus 657; prt: Autocarro 657) é um filme de suspense policial produzido nos Estados Unidos, dirigido por Scott Mann e lançado em 2015.

## Sinopse
Lucas Vaughn é um pai divorciado com uma filha muito doente, quando suas opções de conseguir o dinheiro para o tratamento se esgotarem, ele planeja um assalto de entrada e saída, para roubar o dono de um cassino, junto com seu colega de trabalho. a fim de conseguir dinheiro para pagar o tratamento da doença de sua filha. As coisas dão errado e eles são forçados a sequestrar um ônibus cujo número é 657.

## Elenco
- Robert De Niro como Francis “The Pope” Silva
- Jeffrey Dean Morgan como Luke Vaughn
- Kate Bosworth como Sydney Silva
- Morris Chestnut como Derrick “The Dog” Prince
- Dave Bautista como Jason Cox
- Gina Carano como Officer Krizia “Kris” Bajos
- D.B. Sweeney como Bernie
- Mark-Paul Gosselaar como Marconi
- Stephen Cyrus Sepher como Julian Dante
- Tyson Sullivan como Mickey
- Christopher Rob Bowen como Eric
- Lydia Hull como Pauline
- Scott Herman como Sergeant Thomas Forbes

## Produção
O orçamento do filme foi de 8,9 milhões de dólares.
O título inicial do projeto era Bus 657, que posteriormente foi adotado em outros países, incluindo a Itália.

### Filmagens
As filmagens começaram em 13 de outubro de 2014, e acontecem entre Mobile, Alabama, e Baton Rouge, Luisiana.

## Promoção
O primeiro trailer do filme é lançado em 18 de setembro de 2015 junto com o primeiro cartaz.

## Distribuição
O filme foi lançado, em número limitado de cópias nos cinemas dos Estados Unidos, a partir de 13 de novembro de 2015, e simultaneamente também sob demanda.